# Alimopsis
Alimopsis is een geslacht van kreeftachtigen uit de klasse van de Malacostraca (hogere kreeftachtigen).

## Soort
- Alimopsis supplex (Wood-Mason, 1875)